# Ornithogalum corsicum
Ornithogalum corsicum är en sparrisväxtart som beskrevs av Claude Thomas Alexis Jordan och Jules Pierre Fourreau. Ornithogalum corsicum ingår i släktet stjärnlökar, och familjen sparrisväxter. Inga underarter finns listade i Catalogue of Life.